# Horche
Horche – gmina w Hiszpanii, w prowincji Guadalajara, w Kastylii-La Mancha, o powierzchni 44,25 km². W 2011 roku gmina liczyła 2510 mieszkańców.